# Kassasjön
Kassasjön är en sjö i Värnamo kommun i Småland och ingår i Lagans huvudavrinningsområde. Sjön är 3,7 meter djup, har en yta på 0,194 kvadratkilometer och är belägen 175 meter över havet. Sjön avvattnas av vattendraget Kylahovsån.

## Delavrinningsområde
Kassasjön ingår i det delavrinningsområde (632742-138841) som SMHI kallar för Mynnar i Vidöstern. Avrinningsområdets medelhöjd är 174 meter över havet och ytan är 30,9 kvadratkilometer. Det finns inga delavrinningsområden uppströms utan avrinningsområdet är högsta punkten. Kylahovsån som avvattnar avrinningsområdet har biflödesordning 2, vilket innebär att vattnet flödar genom totalt 2 vattendrag innan det når havet efter 140 kilometer. Delavrinningsområdet består mestadels av skog (69 procent) och jordbruk (15 procent). Avrinningsområdet har 0,32 kvadratkilometer vattenytor vilket ger det en sjöprocent på 1 procent. Bebyggelsen i området täcker en yta av 0,31 kvadratkilometer eller 1 procent av avrinningsområdet.